# Pitholmen

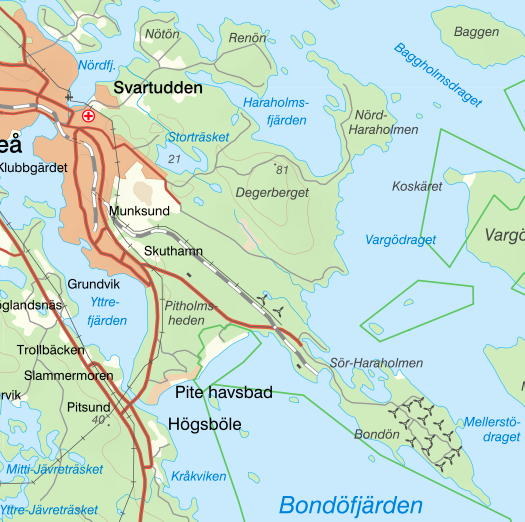
Karta över Pitholmen. Uppe till vänster skiljer Strömsundskanalen (mitt i Piteå tätort) ön från fastlandet. Nere till höger är Pitholmen numera förbunden med Bondön.

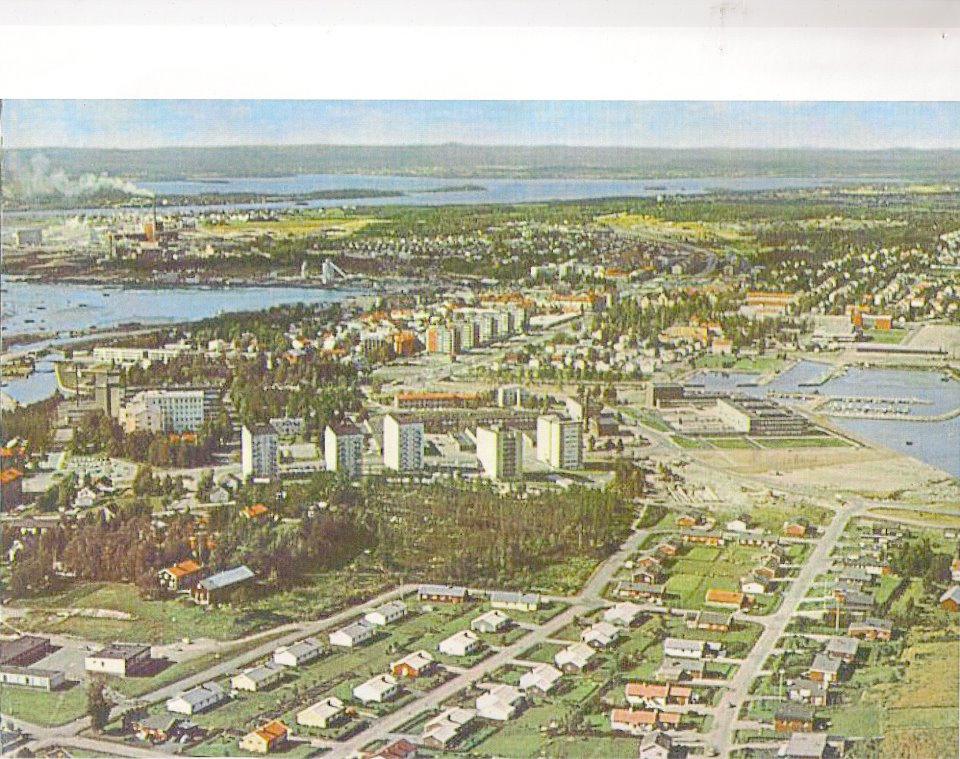
Flygfoto över Piteå 1968. Den undre halvan av bilden (hitom Strömsundskanalen) visar mark som tillhör Pitholmen.

Pitholmen är en ö i Pite skärgård, tidigare definierad som halvö. En smal kanal (Strömsundskanalen) skiljer Pitholmen från fastlandet ett par hundra meter från Piteå centrum, och Piteälven vid Pitsund i söder. Landhöjningen har gjort att Pitholmen vuxit ihop med flera mindre grannöar, och den är numera 81 km2 stor.

## Geografi
Pitholmen täcks huvudsakligen av skog. Hela den södra halvan domineras av tallhed. De norra och östra delarna bjuder på mer varierad terräng. Högsta punkten är Degerberget (cirka 80 m ö.h.), som bjuder på fin utsikt ut mot skärgården. Centrala Pitholmen domineras av sjön Storträsket.

## Historia
Byn hette "Pithaholmen" i 1539 års landskapshandling för Västerbottens län. Det fanns 19 registrerade hemman med 20 män, varav en var en son till en av hemmansägarna. Kvinnor och barn fanns naturligtvis i byn, men på den tiden fördes de inte in i landskapshandlingarna. Kvinnor registrerades endast i dessa handlingar om de blivit änkor efter sina avlidna makar eller om de var ogifta döttrar - kallade pigor - som blivit ensamma kvar på hemmanen efter föräldrarna dött.
I 1642 års länsräkenskaper kallades byn "Pÿtholm" och det fanns 26 registrerade hemman och dito personer varav nio var kvinnor. Av de nio var fyra ogifta, döttrar till hemmansägare: Malin Pigha, Karin Pigha, Sigrij Pigha och ytterligare en Sigrij Pigha.
År 1653 fanns 26 hemman i byn. På tre av dem fanns kvinnor: Malin piga, hustru Karin samt Anna piga. Totalt fanns 84 skattepliktiga antecknade, barn under 15 år inte inkluderade.
I historisk tid gick vägen till och från Piteå stad över Pitholm på grund av att sundet mellan fastlandet och ön var smalast där med följd att ett färjeläge upprättades. När topografen och genealogen Abraham Abrahamsson Hülphers var på resa genom Norrland, Norrbotten inkluderad, vid mitten på 1750-talet och framåt, besökte han Piteå socken. Om Pitholm och färjeläget över sundet beskrev han: "Nu hafwa resande mera beqwämligt, sedan ny wäg 1765 uptogs ifrån Jäfre öfwer Pitholmen och Pitsund, som wid Färgstaden är 300 alnar bredt, och sedan öfwer Strömsunds=bron genom Piteå Stad, och därifrån til Gamle byn [Öjebyn]". Det fanns även ett gästgiveri på Pitholm.

### Sundet blir kanal
Mellan fastlandet (på "Häggholmen", tidigare en egen ö) och Pitholmen byggdes en första bro i slutet av 1760-talet. Bron var i trä och 120 meter lång. På den norra sidan av bron byggdes även en tullbom, för förtullningen av varor som fördes över bron in i Piteå; tullbommen fanns kvar fram till 1860-talet.
Vid den här tiden var Strömsundet en väl använd båtled. Segelskutor kunde fram till 1700-talet segla genom Strömsundet söder om Häggholmen (det centrala Piteå, på fastlandet), mellan den södra och den norra hamnen i Piteå.
Genom den pågående landhöjningen (som runt Piteå är på cirka 9 mm per år) försvårades trafiken med tiden. Åren 1877/–1878 omvandlades sundet till kanal, genom att man försåg stränderna med strandskoning och fördjupade sundet. Fortsatt landhöjning gjorde en ny, tvåårig fördjupningsinsats nödvändig på 1920-talet; samtidigt byggdes en ny betongbro som ersättare för den tidigare Strömsundsbron.
Ytterligare ny bro mellan fastlandet och ön byggdes 1965, efter att Sundsgatan i Piteå förlängts. Nya kanalarbeten planerades 2019, på grund av den fortsatta uppgrundningen av kanalen.

### Växande ö
1918 omfattade Pitholmen 60,8 kvadratkilometer. I början av 2000-talet har ön genom landhöjningen vuxit till 81 kvm, vilket gör att den numera är den största ön i Norrland (större än den tidigare största ön, Alnön, med dess numera 68 kvm). Pitholmen har genom åren vuxit ihop med sina närmaste grannöar Bondön, Nötön/Renön och Nördharaholmen, vilket ökat på arean.
Vad gäller Bondön, längst i sydöst på den sammanslagna Pitholmen, kan denna snart återfå status som ö. Piteå kommun ansvarar för ett kanalbygge (som enligt tidigare planer skulle varit färdig hösten 2015) genom näset vid Sikörsviken, mellan de två öhalvorna. Kanalen är tänkt att underlätta småbåttrafiken mellan Piteås södra och norra skärgård.

## Bebyggelse
Pitholmens västra och södra sida är bebyggda. I väster ligger sjukhuset, Strömbackaskolan och stadshuset jämte stadsdelarna Svartudden, Strömnäs, norra Pitholm, Durrnäs och södra Pitholm. Längs den södra strandremsan ligger Strömsborg, Klubbgärdet, Furuberget, Munksund och Skuthamn. I sydöst tar Pite havsbad en stor del av den stranden. Ute på den östra udden Nördharaholmen ligger en djupvikshamn med tillhörande industriområde.
Sommarstugor finns det gott om. Många av Pitholmens strandkanter är bebyggda, och i samband med det ovannämnda kanalbygget (norr om Bondön) planeras byggen av fritidshus, camping och småbåtshamn.

### Befolkningsutveckling[förtydliga]
| Befolkningsutvecklingen i Pitholm 1900–1900 | Befolkningsutvecklingen i Pitholm 1900–1900 | Befolkningsutvecklingen i Pitholm 1900–1900 | Befolkningsutvecklingen i Pitholm 1900–1900 | Befolkningsutvecklingen i Pitholm 1900–1900 |
| ------------------------------------------- | ------------------------------------------- | ------------------------------------------- | ------------------------------------------- | ------------------------------------------- |
|                                             |                                             |                                             |                                             |                                             |
| År                                          |                                             |                                             | Folkmängd                                   |                                             |
| 1900                                        | 1900                                        |                                             | 1 350                                       | †                                           |
| † Som köpingsliknande samhälle 1900.        |                                             |                                             |                                             |                                             |